# Brahma-sutra
Los Brahma-sutra son textos filosóficos pertenecientes a la tradición hinduista.
Se los conoce con distintos nombres:
- Vedānta Sūtra
- Uttara Mīmāmsā Sūtra
- Śārīraka Sūtra
- Śārīraka Mimāmsā-sūtra
- Bhikshu sūtra

## Contexto
En la doctrina vedanta se respetan tres fuentes de conocimiento (prasthāna trayī):
- los Upanishads, considerados śruti prasthāna, o base doctrinal revelada (sruti significa ‘lo que se ha oído [directamente de Dios]’)
- el Bhagavad-guita, considerado smriti prasthāna, base de la tradición recordada (smriti significa ‘lo que se recuerda [tradicionalmente]’)
- los Brahma-sutras, sutras considerados nyāya prasthāna (base filosófica de la escuela nyaya o de la lógica)

Estos tres textos son utilizados como base axiomática. Ningún conocimiento nuevo debe contradecir a alguno de esos dogmas.

## Autor
La tradición atribuye estos textos a Badaraiana, a quien se identifica generalmente con Viasa, el supuesto autor de los cuatro Vedas (compuestos a principios del I milenio a. C.) y del texto épico Majabhárata (compuesto en el siglo III a. C.).

## Contenido
Los Brahma-sutras reconcilian diferentes declaraciones contradictorias de varios Upanishads y del Bhagavad-guita, poniendo cada enseñanza en un contexto doctrinal.
El término sánscrito sūtra significa ‘hilo’, y los Brahma sūtras literalmente entretejen las enseñanzas vedānta hasta completar un todo coherente.
Sin embargo, el texto es tan lacónico que no sólo se puede interpretar de muchas maneras, sino que es incomprensible sin la ayuda de los comentarios escritos posteriormente.
Está escrito en forma de cortísimas respuestas, a preguntas que no aparecen en el texto.

### Algunos textos
- 1.1.1: Athāto brahma-jijñāsā: ahora, por lo tanto, [se deben hacer] preguntas sobre el Brahman.
- 2.8.18: utkrānti-gati-agatinām: ‘abandona el cuerpo, va y viene’.
  - Los traductores y comentadores lo explican así: «El alma es atómica, porque las escrituras sagradas declaran que abandona el cuerpo, se va y retorna; tales declaraciones serían incoherentes si el alma fuera omnipresente».
- 2.8.19: Na-anur-atat-śruter iti-chen-na-itarā-adhikārāt: ‘no atómica, no eso, en la escritura revelada así, sino el otro, debido al contexto’.
  - Los traductores explican: «Si se dijera que “el alma no es atómica, ya que no hay ninguna escritura que lo diga”, replicamos que no es así: en el contexto se entiende que esos textos se referían al Otro (el alma suprema, Dios)».

## Fragmento
Tercer adhiaia, primer pada

3.1.1 En la obtención de otro que viene envuelto (tal como aparece) por la pregunta y la explicación.

3.1.2 Sin embargo, a causa de eso (el agua) que consiste de los tres elementos, a causa del predominio.

3.1.3 Y a causa del retiro de los pranas.

3.1.4 Si se dice (que no es así) a causa de declaración de las Escrituras que se va a Agní y el resto, nos dicen que no, debido a la naturaleza secundaria (de la declaración).

3.1.5 Se debe decir, a causa de la ausencia de mención en la primera (respuesta); decimos que no, solo por eso (se entiende), en lo que respecta a la aptitud.

3.1.6 «A causa de esto no se declaró por la Escritura»; no es así, debido a aquellos que realizan sacrificios y si se entiende así sucesivamente

3.1.7 ¿O es metafórico, a causa de que ellos no conocen el Yo? Por que eso es lo que declara la Escritura.

3.1.8 Por el fallecimiento de las obras, con un resto, de acuerdo con la Escritura y la Smriti, ya que fue y lo que no.

3.1.9 «Es a causa de la conducta»; no es así, ya que (karana: causa) implica trabajo, así piensa Karshná Yini.

3.1.10 «No es de propósito»; no es así, a causa de que depende de eso.

3.1.11 Sin embargo, solo trabajos buenos y malos, así piensa Badari.

3.1.12 De ellos también los que no realizan sacrificios (el ascenso), así lo declara la Escritura.

3.1.13 Pero de los otros que disfrutaron en samiamana, no hay ascenso y descenso, como tal un curso se declara.

3.1.14 Los textos Smriti también declaran eso.

3.1.15 Además hay siete.

3.1.16 A causa de su actividad también, no hay ninguna contradicción.

3.1.17 Pero, de conocimiento y trabajo - ya que estos son los temas principales.

3.1.18 No en el caso del tercer (lugar), tal como se percibe.

3.1.19 Además se registra, en el mundo.

3.1.20 Y además porque ha sido visto.

3.1.21 El tercer término incluye lo que surge del calor.

3.1.22 Allí está entrando en la similitud de estar con aquellos, habiendo allí una razón.

3.1.23 No muy largo, de acuerdo con una declaración especial.

3.1.24 En (vegetales) animados por otras almas, ya que la declaración es igual a casos anteriores.

3.1.25 No es religioso. No es así, sobre la base de las Escrituras.

3.1.26 Después de esa conjunción con él, que lleva a cabo el acto de generación.

3.1.27 Desde el útero el cuerpo.
Vedanta-sutra (tercer adhyaya, primer pada completo)

## Comentarios
Ādi Śankara (788-820) escribió el comentario más antiguo del Vedanta-sutra, desde un punto de vista exclusivamente monista (a-duaita: sin dualidad).
Siguieron su misma línea
Vāchaspati y
Padmapāda,
que a su vez inspiraron otros subcomentarios de la misma escuela.
Ramanuya Acharia (1017-1137) también escribió un comentario, al que llamó Sri Bhashia (‘el comentario de Laksmí’), donde refutó cada argumento de Shankará Acharia. Este libro sentó las bases de la tradición visishta advaita.
Otros autores escribieron comentarios (e iniciaron otras escuelas de estudio de la doctrina vedanta):
- Bhāskara
- Iádava Prakash
- Késhava
- Nilakantha
- Madhwa
- Válabha
- Vigñana Bhiksu y
- Baladeva Vidyabhúshan (siglo XVIII).

## Edición en castellano
- MARTÍN DIZA, Consuelo: Brahma-sutras. Con los comentarios advaita de Śankara. Madrid: Trotta, 2000. ISBN 978-84-8164-385-5.